# Parti populaire progressiste (Anguilla)
Pour les articles homonymes, voir Parti populaire progressiste.
Le Parti populaire progressiste (en anglais, People's Progressive Party) était un parti politique anguillais.

## Historique
Le Parti populaire progressiste est créé en 1976 par Ronald Webster. Le 15 mars de la même année, il remporte les premières élections législatives de ce territoire britannique en obtenant six sièges sur les sept à pourvoir. Webster devient le premier ministre en chef d'Anguilla. En février 1977, une motion de censure renverse le gouvernement et Emile Gumbs succède à Webster. Ce dernier délaisse alors le PPP pour fonder le Parti uni d'Anguilla.